# Организация Шнеца
Организация Шнеца (нем. Schnez-Truppe) или группа Шнеца, или cекретная армия Шнеца — нелегальная подпольная военизированная организация, созданная в Западной Германии, в 1949 году, ветеранами вермахта и войсками отрядов охраны (Ваффен-СС) под руководством Альберта Шнеца. 
Военизированная организация предназначалось для войны с Советским Союзом в случае его вторжения или с немецкими коммунистами в случае гражданской войны. Организация была основана примерно 2 000 бывшими офицерами вооружённых сил (вермахта) и отрядов охраны (СС); позднее ее численность достигла 40 тыс. Организация действовала в зоне оккупации США на юге Германии и намеревалась развернуть до четырех бронетанковых дивизий на случай войны с СССР. Она должна была проявить активность в случае нападения Восточной Германии (ГДР) в контексте германского конфликта, подобно Корейской войне.

## История
Организация была тайно создана в 1949 году Альбертом Шнецом, бывшим полковником вооружённых сил (вермахта) во время Второй мировой войны. Целью сформированной Шнецом секретной армии было «освобождение» Германии в случае вторжения Советского Союза. Первоначально секретная армия должна была отступить в другую страну: в Швейцарию или франкистскую Испанию. 
Секретная армия Шнеца получала оружие от западногерманской полиции с помощью генерал-инспектора полиции и бывшего генерала вермахта Антона Грассера, который работал на Шнеца после войны, прежде чем Грассер стал частью полиции. Шнец также организовал автомобильный транспорт для своих войск через логистические компании.
Организация занималась слежкой за левыми политиками ФРГ, такими как депутат от Социал-демократической партии Германии Фриц Эрлер. В случае войны секретную армию планировалось использовать против коммунистов в ФРГ. Шнец также поддерживал контакты с другими правыми организациями и отдельными официальными лицами ФРГ, такими как Отто Скорцени.
В 1951 году Шнец от лица своей организации вышел на контакт с немецкой разведывательной службой, Организации Гелена, предшественнице Федеральной разведывательной службы Германии. Он предложил свою помощь для составления черных списков лиц, потенциально придерживающихся левых взглядов. Также он предложил западногерманским спецслужбам помощь своей организации в профайлинге сотрудников немецкой полиции: согласно Шнецу, его организация могла бы вычислять полуевреев (Halbjude) в полиции.
Канцлер Западной Германии Конрад Аденауэр узнал о существовании секретной армии Шнеца примерно в 1951 году и проинформировал ведущих оппозиционных политиков о ее деятельности, однако не распорядился о каких-либо решительных действиях против Шнеца, чтобы не вступать в конфликт с немецкими ветеранами Второй мировой войны. Вместо этого он приказал внутренним разведывательным службам следить за организацией Шнеца и оказывать ей небольшую финансовую поддержку. В рамках Организации Гелена группа Шнеца получила кодовое название «Операция Страховка» (Unternehmen Versicherungen). Попытки Отто Скорцени создать организацию, похожую на группу Шнеца, были восприняты организацией Гелена более критически, поскольку Скорцени считался слишком непредсказуемым.
Дальнейшая судьба секретной армии Шнеца неизвестна, однако в 1955 году её ведущие деятели присоединились к недавно сформированным вооруженным силам Западной Германии — Бундесверу. Среди них были: первый генерал-инспектор Бундесвера и председатель Военного комитета НАТО с 1961 по 1964 год Адольф Хойзингер и Верховный главнокомандующий сухопутными войсками НАТО в Центральной Европе с 1957 по 1963 год Ганс Шпайдель. Альберт Шнец также дослужился до звания генерал-инспектора Бундесвера и вышел в отставку в 1971 году. Он препятствовал реформам вооруженных сил министру обороны социал-демократу Гельмуту Шмидту.
Немецкая общественность не знала о группе Шнеца, пока в 2014 не были рассекречены документы о ней Федеральной разведывательной службой Германии. Рассекреченные файлы были просмотрены немецким историком Агилольфом Кессельрингом, внуком Альберта Кессельринга, который был частью независимой комиссии по изучению ранней истории немецкой разведки. Файл по группе Шнеца в архиве Федеральной разведывательной службы Германии (Bundesnachrichtendienst) в Пуллахе, Бавария, был объемом более 300 страниц.
Группа Шнеца была частью более крупного движения в Западной Германии того времени под кодовым названием «движение борзых» (Windhund-Bewegung) и основывался на эмблеме 116-й танковой дивизии Вермахта. Бывший командир дивизии Герхард фон Шверин служил консультантом по военным вопросам и вопросам безопасности в правительстве Западной Германии при канцлере Аденауэре. Руководство Западной Германии, не имевшее в то время оружия, было обеспокоено своей невозможностью защитить себя, когда началась Корейская война. Главной целью правительство видело создание противовеса казарменной народной полиции Восточной Германии на случай корейского сценария в случае нападения ГДР.
По данным разведки того времени, в казарменной народной полиции имелось около 1,3 тыс. танков, из которых 47 были тяжелыми и 480 средними. В состав группы Шнеца входило четыре танковые дивизии, которые предполагалось развернуть в случае войны между ФРГ и ГДР. Однако танки для дивизий должны были быть предоставлены США, поскольку в то время у Западной Германии их не было. Шнец действовал наиболее активно на юге Германии, особенно в Вюртемберге и Баварии, в бывшей зоне оккупации США. Историк Агилольф Кессельринг пришел к выводу, что деятельность Шнеца почти наверняка была известна американским спецслужбам. Группа Шнеца была организована до уровня рот и состояла преимущественно из членов бывших элитных танковых дивизий Вермахта.

## Оценка
Группа Шнеца так и не достигла статуса и структуры, сопоставимых с фрайкорами Веймарской республики. Немецкий историк Свен Феликс Келлерхофф пришел к выводу, что эта организация была частью «предыстории» бундесвера. По заключению Келлерхоффа, организация была известна немецкому правительству, немецкой политической оппозиции, немецким спецслужбам и властям США. Группа Шнеца — политический риск, но с учётом отсутствия каких-либо собственных вооруженных сил в Западной Германии, это казалось правительству ФРГ необходимой мерой на случай предполагаемой угрозы со стороны ГДР.